# Sept jours pour une éternité...
Sept jours pour une éternité... est le titre du troisième roman de Marc Lévy paru en 2003.

## Commentaires
Avec ce troisième roman, l'auteur de Où es-tu ? et de Et si c'était vrai... exploite encore les thèmes fantastiques et sentimentaux.
Une adaptation en bande dessinée est publiée à partir de 2010, par Éric Corbeyran et Espé.